# 文井站
文井站（：／ Munjeong yeok */?）是首都圈電鐵8號線沿線的一座地下車站，位於韓國首爾特別市松坡區文井洞。

## 車站結構
月台層位於地下2樓，候車大廳則位於地下1樓。
站體為2面2線側式月台的地下車站，候車月台設有月台幕門，並有4處出口。

### 月台配置
| 可樂市場 ↑ |
| \| 上      |
| ↓ 長旨     |

| 月台 | 路線           | 目的地                                   |
| ---- | -------------- | ---------------------------------------- |
| 上行 | ●首爾地鐵8號線 | 可樂市場、石村、蠶室、江東區廳、别內方向 |
| 下行 | ●首爾地鐵8號線 | 長旨、福井、南漢山城、牡丹方向           |

## 歷史
- 1996年11月23日：落成啟用。

## 車站周邊
- 文井洞羅德奧時裝街
- 文井中學
- 文井高校
- 文井治安中心
- 首爾東部地方法院
- 首爾東部地方檢察廳
- 首尔东部看守所

## 圖片

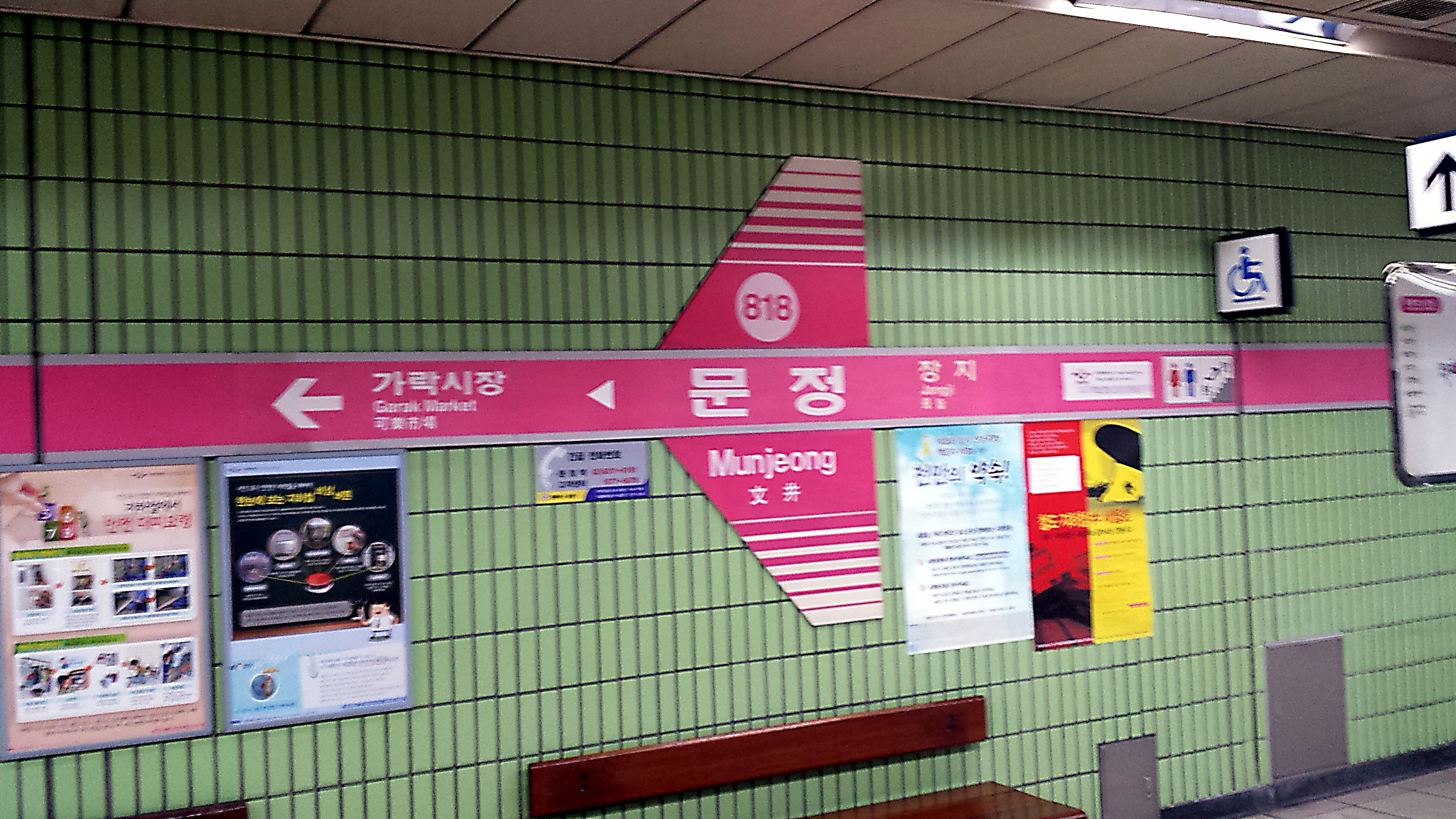
站名牌
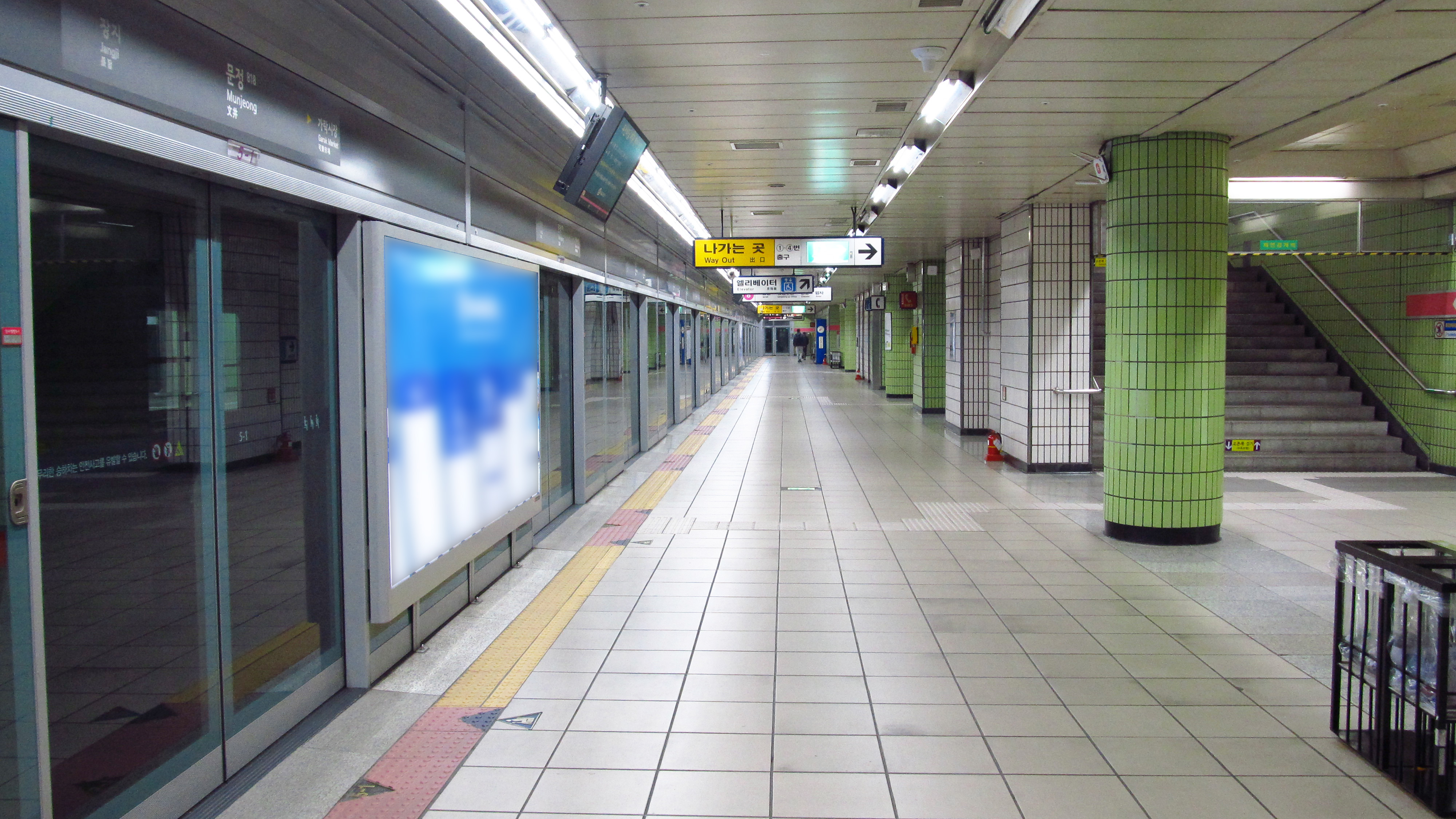
候車月台
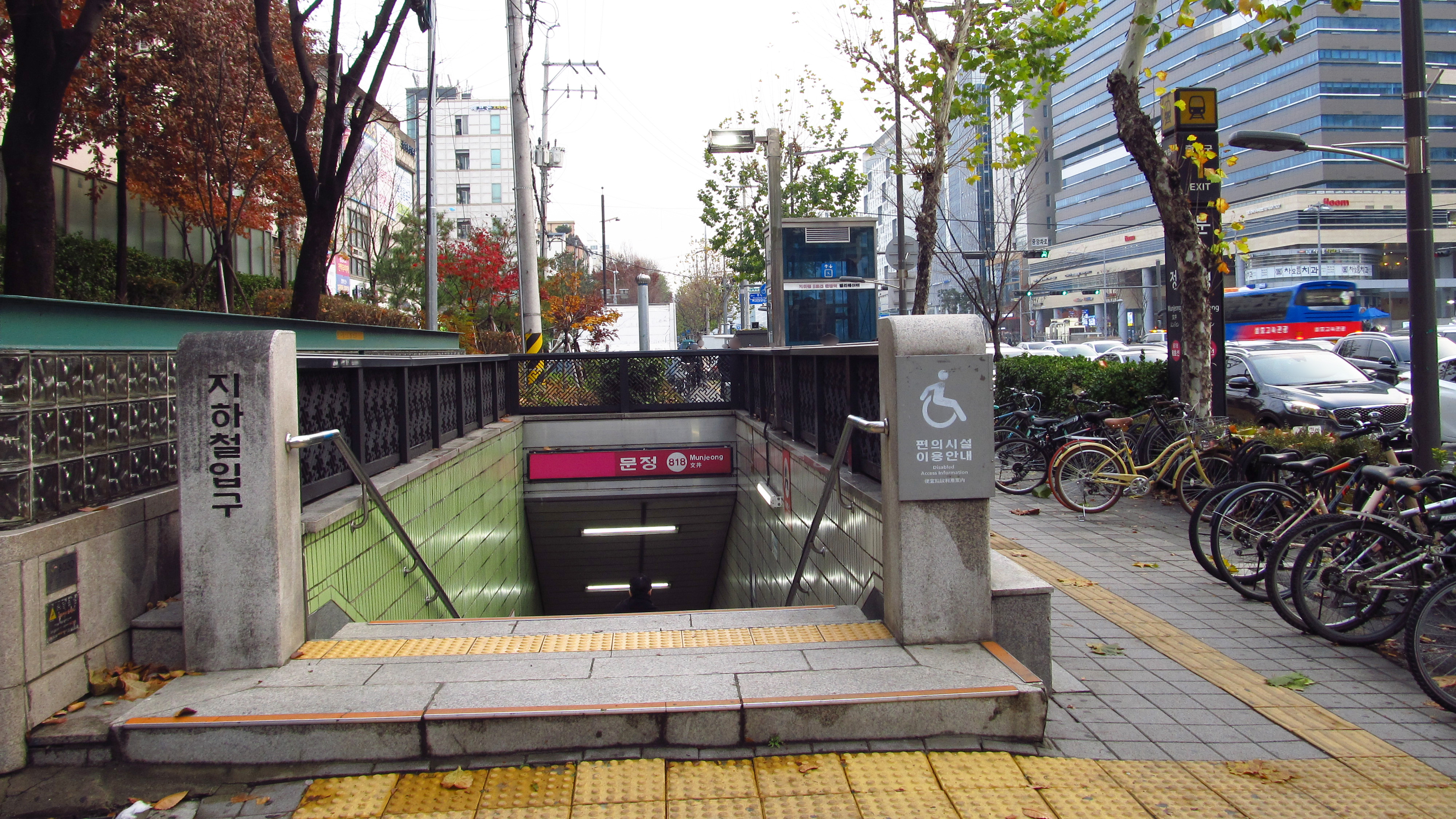
1號出口

## 相鄰車站
首爾交通公社
●首爾地鐵8號線
可樂市場（817）－文井（818）－長旨（819）